# Право на социальное обеспечение
Право на социальное обеспечение — одно из социальных прав человека; право на помощь со стороны государства в виде выплаты пенсий и пособий по старости, временной или постоянной нетрудоспособности, по случаю потери кормильца, по безработице, по бедности. Закреплено в статье 12 Европейской социальной хартии, в статье 9 МПЭСКП, в России — в статье 39 конституции.
Комитет по экономическим, социальным и культурным правам выделяет следующие элементы права на социальное обеспечение: наличие системы социального обеспечения; охват девяти основных аспектов социального обеспечения (охрана здоровья, болезнь, старость, безработица, производственная травма, помощь семье и детям, материнство, инвалидность, потеря кормильца и сиротство); адекватность пособий по размеру и продолжительности; доступность; взаимосвязь с другими правами.